# Die Kleine (Roman von Maupin)
Die Kleine (Originaltitel: Maybe the moon) ist ein weitgehend in Tagebuch-Form verfasster Roman des US-amerikanischen Schriftstellers Armistead Maupin aus dem Jahr 1992. Das Buch ist Tamara De Treaux gewidmet, der Titelfigur-Darstellerin von E.T. – Der Außerirdische, die die Vorlage für die Roman-Heldin Cadence Roth lieferte.

## Kurzbeschreibung
Der Roman schildert die letzten Lebensmonate der extrem kleinwüchsigen Schauspielerin und Sängerin Cadence Roth, einer Frau, die von dem Regisseur ihres einzigen Erfolgs-Films „gleichzeitig versklavt und erhöht“ wurde.

## Inhalt
Die 79 Zentimeter große Schauspielerin und Sängerin Cadence „Cady“ Roth ist seit vier Monaten arbeitslos. Ihr größter Erfolg war 1981 die Rolle des winzigen Wald-Kobolds Mr. Woods im gleichnamigen Kino-Erfolg. Der Mr.-Woods-Regisseur Philip Blenheim spielte Cadys Bedeutung herunter, weil sonst die Illusion angekränkelt und „das Geheimnis des Films“ ruiniert würde. Seither verbindet Cady mit dieser Rolle außer dem finanziellen Erfolg nur Negatives: „Jedesmal, wenn ich schwach werde und mich wieder auf diese bankrotte Mythologie einlasse, fühle ich mich hinterher platt und ausgelaugt wie eine Legende zu Lebzeiten.“ Nach Mr. Woods folgte Cadys langsamer Abstieg: Die erste Rolle nach Mr. Woods war ein viersekündiger Auftritt als Zombie, der zusammengekauert einer ahnungslosen Hausfrau in deren Kühlschrank auflauert. Nach diversen Zwischenstationen ihr letzter Job: ein halbstündiges Infomercial, in dem sie eine Dose Anticellulitis-Creme spielte.
Von der Mr.-Woods-Gage hat sich Cady ein Haus in Studio City gekauft. In diesem Haus lebte sie die ersten sieben Jahre mit ihrer dann verstorbenen Mutter. Seit Juni 1988 lebt Cady mit der Verkäuferin Renee in dem Haus. Renee ist es auch, die Cady dazu aufforderte, ein Tagebuch anzufangen, dessen Handlung im zweiten Kapitel mit einem Telefonanruf von Cadys Agenten Leonard Lord ins Rollen kommt. Leonard fragt Cady nach ihrem Gewicht, schiebt seine Klientin Cady mit der Begründung, dass keine Rollen für kleinwüchsige Menschen geschrieben würden, an Arnie Green ab, Inhaber einer Agentur, die Zirkusnummern vermittelt. Green wiederum vermittelt Cady an eine kleine Firma namens PortaParty, die „für gesellschaftliche Anlässe – meistens Kindergeburtstage bei reichen Leuten – die ’farbige‘ Ausgestaltung und Unterhaltung besorgte.“ Inhaber von PortaParty ist der attraktive Neil Riccarton, dem Cady „grade übers Knie“ reicht. Bei PortaParty stellt sich ein gewisser Erfolg für Cady ein: Die „meisten Kinder – Gott segne ihre voyeuristischen kleinen Herzen – ergriffen begierig die Gelegenheit, eine Erwachsene, die noch kleiner war als sie, aus der Nähe zu betrachten.“ Eine von Neil vermittelte, künstlerisch wertvollere Nebentätigkeit endet mit dem Selbstmord der verantwortlichen Filmemacherin. Neil und Cady werden von deren Familie zu einem „Trauer-Brunch“ auf Santa Catalina Island eingeladen, wo ihre durch die berufliche Tätigkeit gewachsene Zuneigung in eine auch sexuelle Beziehung mündet.
Ebenfalls in eine Beziehung mündet die Begegnung eines anderen Mr.-Woods-Darstellers: Der zu Mr.-Woods-Zeiten elfjährige Callum Duff, der in Hollywood einen „aufwendigen Thriller“ dreht, beginnt eine Affäre mit Cadys bestem Freund, dem homosexuellen Schriftsteller Jeff Kassabian. Allerdings hatte Leonard Lord, der auch Callums Agent ist, „Callum eingeschärft, er soll sich mit keinem einlassen, bis der Film abgedreht ist, und Callum hat’s ihm versprochen.“ Später kommt heraus, dass Leonard Lord außerdem gezielt Callum auf Cady ansetzte, um eine Aussöhnung zwischen Cady und dem Mr.-Woods-Regisseur Philip Blenheim herbeizuführen. Cady soll nämlich – und darauf zielte Leonards Frage nach ihrem Gewicht ab – wieder in das Mr.-Woods-Kostüm schlüpfen, um Philip Blenheim im Rahmen einer medial ausführlich dargestellten, mondänen Abendgesellschaft einen Preis für sein Lebenswerk zu überreichen. Cady reagiert empört: „Also darum geht es die ganze Zeit? Ihr braucht jemand, der in die Scheißkluft steigt?“
Jeff Kassabian, mit dem Callum inzwischen Schluss gemacht hat, überredet Cady dazu, die Veranstaltung zu sabotieren, indem sie unmittelbar vor dem Auftritt die „Scheißkluft“ wieder ausziehe und in ihrer wirklichen Gestalt Philip Blenheim sein Ehrenständchen bringe. Cady stimmt zu und nimmt noch Renee mit in das Sabotage-Team auf: Renees Aufgabe ist es, Cady nach deren vorübergehenden „Aufenthalt in diesem Schwitzkasten“ und dem Wechsel in ein Klettverschluss-Kleid neu rasch zu schminken und zu frisieren. Direkt vor ihrem Auftritt und bereits im Klettverschluss-Kleid erleidet Cady allerdings einen Herzinfarkt. „Ich fühlte mich wie nasser Zement, der langsam hart wird – oder eine Fliege, die von einem Zementblock eingeschlossen ist. […] Das letzte, woran ich mich erinnere, ist das Geräusch eines Klettverschlusses, der aufgerissen wird.“ Im Krankenhaus nimmt Cady Jeff das Versprechen ab, dass Jeff eine abgetippte, aber unredigierte Fassung des Tagebuchs zu Philip Blenheim bringt. Schließlich erliegt Cady ihrem Herzversagen.
Dem Tagebuch folgt ein Brief des Regisseurs Philip Blenheim an eine Drehbuchautorin. Blenheim möchte das Tagebuch vereinnahmen und zur eigenen Aufwertung daraus einen kleinen, künstlerisch wertvollen Film machen, „der den Mainstream-Klassiker auf kluge und elegante Weise ergänzt“. Die Drehbuchautorin verweist in ihrem Antwortschreiben auf gewisse Risiken, beispielsweise die Liebesgeschichte zwischen der kleinwüchsigen Jüdin Cady und dem hochgewachsenen Afroamerikaner Neil. Auch die Affäre zwischen Callum und Jeff müsse aus der Geschichte raus. In dem Film, den die Drehbuchautorin sich vorstellt, leidet Cadence nicht mehr an Zwergwuchs, ihr Liebhaber ist nicht mehr schwarz, ihre homosexuellen Freunde sind weniger selbstbewusst und der Regisseur wird in einem günstigeren Licht gesehen, was wiederum eine gewisse Abwertung der Schauspielerin voraussetzt.

## Textanalyse
Aufgrund der Tagebuch- und Briefform des Romans handelt es sich bei Die Kleine um einen in Ich-Form verfassten Text. Die Orte der Handlung liegen im US-Bundesstaat Kalifornien. Die Handlung der Tagebücher beginnt im März 1991 und endet nach den wieder aufgenommenen Hearings von Clarence Thomas nach den Anschuldigungen durch Anita Hill im Oktober 1991.

### Titel
Der Originaltitel des Romans Maybe the moon entspricht einem Vorschlag der Drehbuchautorin in ihrem Brief: „Wie findest Du ’Vielleicht der Mond’ als Titel? Das habe ich so ähnlich irgendwo in den Tagebüchern gefunden, und ich meine, es trifft genau den Punkt – die Sehnsucht nach dem Unmöglichen.“ In der Textpassage, auf die die Drehbuchautorin sich bezieht, reagiert Cady auf eine Äußerung Renees, dass Cadys Beziehung zu Neil „vielleicht“ dauerhaft sein könnte: „Ja, und vielleicht ist der Mond ’n Klumpen Käse.“ Das Mond-Motiv taucht aber noch an weiteren Stellen des Romans auf, beispielsweise anlässlich einer totalen Sonnenfinsternis während eines PortaParty-Auftritts: „Ich hatte die Gäste damit unterhalten, daß Sonne und Mond Geschwister sind, und wie selten Schwesterchen Mond Gelegenheit hat, dem arroganten großen Bruder die Schau zu stehlen.“

### Figurenkonstellation
Hauptfiguren
- Cadence „Cady“ Roth: Die Tochter einer Klavierlehrerin und eines Soldaten,[36] der Frau und Kind verlassen hat,[37] verbrachte die ersten 19 Jahre ihres Lebens in Baker.[38] Ehrgeizig, nervig, liebenswert[1] ging sie mit ihrer Mutter dann nach Los Angeles. Ihre Augen sind „smaragdgrün mit warmen braunen Flecken“,[39] ihre Figur ist eher drall: „Wenn man so gebaut ist wie ich, hat es nicht viel Sinn, so zu tun, als hätte man eine Taille.“[40] Ihre Fähigkeit zu Ironie, Selbstironie und schwarzem Humor trägt sie durchs Leben, bewahrt sie aber nicht vor Selbstzweifeln wie dem, „daß ich wahrscheinlich schon alles vollbracht habe, was mir bestimmt war – und zwar schon vor zehn Jahren.“[41]
- Renee Marie Blalock: Die warmherzige, manchmal naive,[42] bis zur Selbstaufopferung loyale, bei Männern trotz oder wegen ihrer Attraktivität erfolglose Mitbewohnerin Cadys stammt aus San Diego und ist ein Soldaten- und Scheidungskind.[36] „Als Teenager hat sie am Wettbewerb um den Titel der Miss San Diego teilgenommen, aber sie hat es nicht bis in die Endausscheidung geschafft.“[36] Renee und Cady bemuttern sich gegenseitig.[43]
- Jeff Kassabian „ist Schriftsteller und ungefähr so alt wie ich. Er bringt sich mit Bürojobs durch, aber seine kreative Energie fließt in das Buch, das er grade schreibt – ein endloser autobiographischer Roman über Kindheit und Jugend eines schwulen Armeniers im Central Valley.“[44] Jeff ist „offen und verletzlich, aber auch schroff und überspannt“[45] und versteht „in Sachen politischer Korrektheit keinen Spaß“.[46]
- Neil Riccarton: Diesen „schlaksigen Traummann“ mit dem „beeindruckenden, seidig glänzenden Brustkorb“[47] und „hinreißenden braunen Augen“[48] lernt Cady als Inhaber von PortaParty kennen und lieben. Der Apothekersohn aus Indianapolis[49] ist seit fast zwei Jahre geschieden[50] und hat einen siebenjährigen Sohn namens Danny.[49]

Nebenfiguren (Auswahl)
- Leonard Lord: Der leicht verklemmte homosexuelle[51] Agent von Cady Roth und Callum Duff „hat zehn Jahre gebraucht, bis er überhaupt mal das Wort ’schwul‘ in den Mund genommen hat.“[9] Anfangs waren seine Vermittlungsversuche Cadys erfolgreich: „Die Angebote kamen nicht grade knüppeldick, aber ich hatte ständig zu tun, meistens in Horrorfilmen“.[51] Später ließen seine Bemühungen und Erfolge nach.
- Arnie Green: Der zweite Agent von Cady Roth ist „hager und kahl und penetrant gebräunt. Und aus den Ohren kamen Haarbüschel wie häßliche Raupen.“[52] Green hat einen wässrigen Blick[53] und das „Gebiß eines alten Pferdes“.[54]
- Philip Blenheim: Der „legendäre Titan der Filmindustrie“[55] hat Cady auf dem Farmers Market versehentlich angerempelt, sie und ihre Mutter zu Smoothies eingeladen und ihr am nächsten Tag das Drehbuch für Mr. Woods geschickt.[56]
- Callum Duff: Der einstige Partner von Cady in Mr. Woods ist äußerlich attraktiv,[57] „umgänglich und gelassen und gibt überhaupt nichts preis“ von sich – auch nicht seine Homosexualität.[45]

### Themen
Außenseitertum und Würde
Maupin beleuchtet in Die Kleine Hollywoods Doppelmoral, wenn es um Menschen geht, die sich außerhalb der „Norm“ bewegen. Als Jüdin ist Cady Außenseiterin in der Mehrheitsgesellschaft, als Kleinwüchsige Außenseiterin auch in der jüdischen Gemeinde. Anfangs war ihre Kleinwüchsigkeit für Cady „einfach Mittel zum Zweck“. Den verdienten Ruhm aus ihrer ersten und wichtigsten Rolle, die des Wald-Kobolds Mr. Woods, kann Cady aufgrund des Kostüms und Blenheims Geheimnistuerei nicht genießen. Das macht Cady immer noch zu schaffen. Sie gesteht Leonard gegenüber, sie wolle nicht länger „unsichtbar sein“, und Neil gegenüber, sie fände es entwürdigend, dass die Leute „nichts anderes in mir sehen wollen“ als Mr. Woods. Cady betrachtet sich dabei nicht als Einzelfall, der „von Leuten herablassend behandelt“ wird, „die kleine Menschen automatisch für hilflos halten.“ Sondern Cady sieht darin ein generelles Problem, dem man nur kämpferisch begegnen kann: „Ich stellte fest, daß sie für Die Rückkehr des Batman kleinwüchsige Menschen als Pinguine verkleideten, um eine Schar von echten Pinguinen zu verstärken. Also das war doch mal ein Job, der das volle Engagement eines Schauspielers verdiente. […] All das bestätigt mal wieder, daß ich zu drastischen Maßnahmen greifen muß, wenn ich meinem Leben eine neue Wendung geben will.“
Soziale Inklusion
Der Roman Die Kleine schildert einige alltägliche Schwierigkeiten von Kleinwüchsigen in einer Welt, die nicht barrierefrei ist (Höhe von Fahrstuhlknöpfen oder Dusch-Armaturen), Kleinwüchsigen die Teilhabe in sämtlichen Lebensbereichen schwer macht und – Beispiel Sexualität – die Nase rümpft, wenn Teilhabe beansprucht wird. „Ne Freundschaft, das geht noch. Da beweist er, daß er ein netter Kerl ist. Aber ficken, das ist nicht mehr koscher. Da könnten sie ja denken, er ist pervers. […] In dieser Kultur kommt es sehr darauf an, wo einer seinen Schwanz reinsteckt“, kommentiert Cady ihre Beziehung zu Neil. „Die bloße Tatsache, daß jemand wie ich eine Sexualität hat, ist für die meisten schon schwer genug zu verkraften. […] Daß er und ich so ungleich sind, macht ihn zum Abweichler in einer Kultur, die in Sex angeblich eine Vereinigung verwandter Seelen sieht“.